# 有賀喜左衛門
有賀 喜左衛門（あるが きざえもん、 1897年1月20日 - 1979年12月20日 ）は、日本の社会学者。日本の農村社会を独自のイエ・ムラ理論によって考究し、農村社会学の理論的確立を行なった。

## 経歴
出生から修学期
1897年、長野県上伊那郡朝日村平出（現在の辰野町）の地主・六世有賀喜左衛門の長男として生まれた。幼名は道夫。1909年（明治42年）、朝日尋常高等小学校を卒業後、長野県諏訪中学校に入学し、寄宿生活を送った。1918年（大正7年）、第二高等学校文科乙類を卒業。同年9月、京都帝国大学法学部に進学。
1919年、京都帝国大学を中退し、同年7月東京帝国大学文学部に入学し、美術史学を専攻。当時の朝鮮に対する民族文化抑圧政策に強く抗議していた柳宗悦の影響を受け、朝鮮美術の研究に取り組み、卒業論文『新羅の仏教美術』としてまとめた。
1922年に同大学を卒業後、同大学大学院に進学し、1923年（大正12年）に修了。
社会学・民俗学研究者として
その後、柳田國男門下となった。1925年には、岡正雄とともに柳田の雑誌『民族』創刊に協力した。1938年には、田辺寿利や戸田貞三の勧めによって日本社会学会に入会し、次第に自らの研究基盤を社会学へとシフトさせていった。
1949年、東京教育大学の教授に就任。1957年に東京教育大学を定年退官後、慶應義塾大学文学部教授に就いた。1965年4月、日本女子大学の第7代学長に就任。1973年3月に学長を退任。1979年に死去。

## 研究内容・業績
有賀の研究は、1938年の『農村社会の研究』に見られるように当初は柳田民俗学の影響下にあったが、その後マリノフスキーやラドクリフ＝ブラウンの機能主義人類学やエミール・デュルケームやマルセル・モースの社会学の影響を受け、自身の知見を一社会学理論として鍛え上げる道を進み、日本の村落構造、とりわけ家と同族組織を村人の生活意識に即して把握する独自の方法論を展開するに至った。

### 評価
有賀の社会学は、「農民の創造性・積極的主体性」を強調したものとして今日なお高く評価されているが、他方で、主に近代主義の立場に立つ同時代の社会学者からはさまざまな批判を受けもした。なかでも有名なのが、有賀・喜多野論争における喜多野清一からの批判である。ほかにも、河村望は「現実を理念の形象ないし形態としてとらえる『時代精神』を謳歌する観念論」と批判し、富永健一は有賀の保守性を一貫して批判している。

## 家族・親族
- 義弟：池上隆祐は衆議院議員や松本市会議員を務めた政治家。農村の振興に努め、民俗学研究者としても活動した。

## 著作
著書
- 『農村社会の研究：名子の賦役』河出書房 1938
- 『南部二戸郡石神村に於ける大家族制度と名子制度』アチック・ミューゼアム 1939
- 『日本家族制度と小作制度：「農村社会の研究」改訂版』河出書房 1943
- 『安豆美野』(謄写版印刷) 1948
- 『日本婚姻史論』日光書院 1948
- 『村落生活：村の生活組織』国立書院 1948
- 『封建遺制の分析 新日本史講座(資本主義時代)』中央公論社 1949
- 『日本の家族』至文堂 1965
  - 改題『家』至文堂 1972
- 『日本女子大学の当面する課題』日本女子大学 1965
- 『一つの日本文化論：柳田国男と関連して』未來社 1976
- 『文明・文化・文学』御茶の水書房 1980

著作集
- 『有賀喜左衛門著作集』(全11巻) 未來社 1967-1971